# Estação San Nicasio
San Nicasio é uma estação da Linha 12 do Metro de Madrid .